# Халмачоаја (Бакау)
Халмачоаја (рум. Hălmăcioaia) насеље је у Румунији у округу Бакау у општини Ракова. Oпштина се налази на надморској висини од 280 m.

## Становништво
Према подацима из 2002. године у насељу је живело 282 становника, од којих су сви румунске националности.